# Legislatura de Nueva Jersey
La Legislatura de Nueva Jersey (en inglés: New Jersey Legislature) es la legislatura estatal (órgano encargado del Poder legislativo) del estado de Nueva Jersey, en Estados Unidos. En su forma actual, según lo define la Constitución de Nueva Jersey de 1947, la Legislatura consta de dos cámaras: la Asamblea General y el Senado. La Legislatura se reúne en la Casa del Estado de Nueva Jersey, ubicada en la capital del estado, Trenton. Los demócratas actualmente tienen supermayorías a prueba de veto en ambas cámaras de la legislatura.

## Historia

### Periodo colonial
La Legislatura de Nueva Jersey se estableció en 1702 tras la rendición por parte de los propietarios de las colonias de Jersey Oriental y de Jersey Occidental, dando el derecho de gobierno a la reina Ana. El gobierno de Ana unió a las dos colonias como la provincia de Nueva Jersey, una colonia real, estableciendo un nuevo sistema de gobierno.
Las instrucciones de la reina Ana al vizconde de Cornbury, el primer gobernador real de Nueva Jersey, esbozaron un sistema de fusión de poderes, que permitió una superposición de la autoridad ejecutiva, legislativa y judicial. Se estableció una legislatura bicameral compuesta por un Consejo designado y una Asamblea General elegida.
El Consejo Provincial estaba formado por doce miembros, nombrados por y sirviendo a voluntad de la Corona británica. Con la excepción de las renuncias y las que se destituyen por causa justificada, los concejales solían permanecer en el cargo de forma vitalicia. Las antiguas provincias del Este y del Oeste de Jersey se reorganizaron como División Este y División Oeste, respectivamente, de la provincia de Nueva Jersey. Se asignó a los consejeros que vendrían seis de cada una de las dos divisiones. En la práctica, sin embargo, esto no siempre se siguió.
Inicialmente, la Asamblea estuvo formada por 24 miembros, dos de los cuales eran elegidos en las ciudades de Burlington y Perth Amboy, y diez en forma general de cada una de las dos divisiones. Como este sistema resultó difícil de manejar para la celebración de elecciones, en 1709 la Asamblea fue redistribuida; Burlington y Perth Amboy conservarían sus dos asientos cada uno; la ciudad de Salem tenía dos y habría dos para cada uno de los nueve condados. El número de miembros se mantuvo en 24, con un total de doce de cada división. En sus instrucciones al gobernador William Burnet, el rey Jorge I recomendó la redistribución de los escaños de Salem al recientemente formado condado de Hunterdon; esto se convirtió en ley el 10 de febrero de 1727. El número continuó en 24 hasta 1768, cuando se amplió a 30 mediante la adición de dos representantes de cada uno de los condados de Morris, Cumberland y Sussex. Este reparto se mantuvo hasta que fue reemplazado por la Constitución de 1776.
El Gobernador tenía autoridad para convocar a la Legislatura, disolver la Asamblea y convocar nuevas elecciones.
El 6 de diciembre de 1775, el gobernador William Franklin prorrogó la legislatura de Nueva Jersey hasta el 3 de enero de 1776, pero nunca volvió a reunirse. El 30 de mayo de 1776, Franklin intentó convocar a la legislatura, pero se encontró con una orden del Congreso Provincial de Nueva Jersey para su arresto. El 2 de julio de 1776, el Congreso Provincial aprobó una nueva constitución que ordenaba nuevas elecciones; y el 13 de agosto se eligió una nueva legislatura.

### El Congreso Provincial y Constitución de 1776
En 1775, representantes de los 13 condados de Nueva Jersey establecieron un Congreso Provincial para reemplazar al Gobernador Real . En junio de 1776, este congreso había autorizado la redacción de una constitución, que fue redactada en cinco días, adoptada por el Congreso Provincial y aceptada por el Congreso Continental. La Constitución de 1776 dispuso una legislatura bicameral que consistía en una Asamblea General con tres miembros de cada condado y un consejo legislativo con un miembro de cada condado. Todos los funcionarios estatales, incluido el gobernador, serían designados por la Legislatura de conformidad con esta constitución. El vicepresidente del consejo sucedería al gobernador (que era el presidente del consejo) si se producía una vacante de dicho cargo.
En consecuencia, la primera sesión de la legislatura se llevó a cabo el 27 de agosto de 1776. La política legislativa se definió en los años siguientes por una intensa rivalidad entre los federalistas y más tarde los whigs (que dominaron los condados de South Jersey y Essex, Hudson y Middlesex) con el Partido Demócrata (que fue prominente en el noroeste, la región de Shore y el condado de Bergen).

### La Constitución de 1844
La Constitución de Nueva Jersey de 1844 dispuso una elección popular directa del gobernador y le dio el poder de vetar los proyectos de ley aprobados por la legislatura. La Asamblea General se amplió a 60 miembros, elegidos anualmente y distribuidos entre los condados según la población. El Consejo Legislativo pasó a llamarse Senado, y debía estar compuesto por un miembro de cada uno de los 19 condados del estado, con un mandato de tres años.
Durante la Guerra Civil, la lealtad al partido se afianzó. Los demócratas generalmente ganaron ambas cámaras hasta que los republicanos obtuvieron el control en 1893. Un fallo judicial obtenido por los republicanos disponía que los miembros de la Asamblea General debían ser elegidos de los condados en general, y no de los distritos electorales de población desigual.
Independientemente de los cambios, la legislatura se reunía con poca frecuencia, tenía una alta rotación entre sus miembros y estaba lejos de ser el órgano más influyente o poderoso del gobierno estatal.

### La Constitución de 1947 y los desarrollos modernos
Nueva Jersey adoptó su constitución actual en 1947. En virtud de esta constitución, el gobernador recibió poderes de veto adicionales y la capacidad de cumplir dos mandatos. Cientos de agencias independientes se consolidaron en 20 departamentos ejecutivos principales bajo el control del gobernador. Los mandatos de los senadores se ampliaron a cuatro años; mientras que los mandatos de asambleístas a dos años.
En 1966, el Senado se amplió de 21 a 40 miembros y la Asamblea General de 60 a 80. Tras una decisión de la Corte Suprema de los Estados Unidos en 1964, y otra de la Corte Suprema de Nueva Jersey en 1972, los distritos legislativos del estado se organizaron al estado actual. Dos desarrollos más modernos también han ayudado a dar forma a la Legislatura: el aumento en la importancia de los comités legislativos y el desarrollo de mandatos más prolongados para el liderazgo legislativo.

## Organización

Distritos legislativos de Nueva Jersey a partir de la redistribución de distritos de 2011.

### Potestades
La Legislatura tiene el poder de promulgar leyes por mayoría de votos de ambas cámaras, sujeto a la capacidad del Gobernador de Nueva Jersey de vetar un proyecto de ley. La Legislatura puede anular un veto si hay una mayoría de dos tercios a favor de la anulación en cada una de las Cámaras.
Por un voto de tres quintos de cada cámara, la Legislatura puede proponer una enmienda a la Constitución del Estado. Alternativamente, puede proponer una enmienda por mayoría de votos durante dos años consecutivos. En cualquier caso, la enmienda se coloca en la boleta y debe ser aprobada en un referéndum para que sea válida como parte de la constitución.
La Legislatura también está facultada para ratificar enmiendas a la Constitución de los Estados Unidos, nombrar al Auditor del Estado, juzgar las elecciones y las calificaciones de sus miembros e instituir y llevar a cabo procedimientos de acusación contra funcionarios estatales. El Senado tiene la autoridad exclusiva para confirmar o rechazar candidatos a gobernador para cargos judiciales y algunos ejecutivos.

### Requisitos
La organización actual de la Legislatura se describe en el Artículo IV ("Legislativo") de la Constitución del Estado de Nueva Jersey de 1947. La Legislatura está compuesta por una Asamblea General de 80 miembros y un Senado de 40 miembros. Para convertirse en miembro de la Asamblea, una persona debe tener al menos 21 años de edad, haber residido en su distrito durante al menos un año y en el estado durante dos años antes de la elección, y debe vivir en el distrito representado. Para convertirse en senador, una persona debe tener 30 años, debe haber vivido en su distrito durante dos años y en el estado durante cuatro años antes de la elección, y nuevamente debe vivir en el distrito representado.

### Elecciones y mandatos
A diferencia de las elecciones para la mayoría de las otras legislaturas estatales y para el Congreso de los Estados Unidos, las elecciones legislativas de Nueva Jersey se llevan a cabo en noviembre de cada año impar. Los asambleístas sirven términos de dos años, mientras que los senadores sirven términos de cuatro años, excepto en el primer período de una nueva década, que solo dura dos años. Este ciclo "2-4-4" se implementó para que las elecciones al Senado puedan reflejar los cambios realizados en los límites de los distritos después del censo decenal de los Estados Unidos. Si este ciclo no estuviera en su lugar, entonces los límites a veces podrían estar desactualizados hasta cuatro años antes de ser utilizados para las elecciones del Senado. Con el sistema actual, los límites solo tienen dos años de desactualización.
La Constitución de Nueva Jersey establece que cada Legislatura se constituye por un período de dos años, dividido en dos sesiones anuales. Debido a que la Constitución también especifica que todos los asuntos del primer año pueden se pueden continuar abordando hasta el segundo año, la distinción entre las dos sesiones anuales es más ceremonial que real. El período legislativo de dos años comienza al mediodía del segundo martes de enero de cada año par. Por ejemplo, el período de dos años de la 215.ª sesión legislativa comenzó el mediodía del martes 10 de enero de 2012. Al final del segundo año, todos los asuntos pendientes caducan.
El servicio en la Legislatura se considera a tiempo parcial y la mayoría de los legisladores tienen otro empleo. En Nueva Jersey, los legisladores anteriormente también podían ocupar simultáneamente otro cargo electo a nivel de condado o municipal. La práctica, a la que con frecuencia se hace referencia como " doble inmersión ", ha sido prohibida recientemente por la Legislatura, aunque los 19 legisladores que ocupaban varios cargos al 1 de febrero de 2008 estaban protegidos por derechos adquiridos en el sistema. En enero de 2013, solo 4 legisladores permanecían protegidos por derechos adquiridos en el sistema.

### Liderazgo
La Asamblea General está encabezada por un Portavoz, mientras que el Senado está encabezado por un Presidente. Cada casa también tiene un líder de la mayoría, un líder de la minoría, líderes asistentes y látigos .

### Distritos legislativos
Los miembros de la Legislatura de Nueva Jersey se eligen entre 40 distritos electorales. Cada distrito elige un senador y dos asambleístas. Nueva Jersey es uno de los siete estados de EE. UU. (junto con Arizona, Idaho, Maryland, Dakota del Norte, Dakota del Sur y Washington) en los que los distritos de la cámara alta y baja de la legislatura son colindantes. Los distritos son redefinidos cada diez años por la Comisión de Prorrateo de Nueva Jersey después de cada censo de los Estados Unidos, según lo dispuesto en el Artículo IV, Sección III de la Constitución del Estado.